# Kawashima Eiji
Kawashima Eiji (川島 永嗣 (Xuyên Đảo Vĩnh Tự)) sinh ngày 20 tháng 3 năm 1983, là một cầu thủ bóng đá chuyên nghiệp người Nhật Bản hiện thi đấu ở vị trí thủ môn cho câu lạc bộ Strasbourg tại Ligue 1.
Kawashima thi đấu ở Nhật Bản cho các câu lạc bộ Omiya Ardija, Nagoya Grampus Eight và Kawasaki Frontale trước khi sang Bỉ chơi cho Lierse năm 2010. Sau đó, anh gia nhập thi đấu cho Standard Liège từ 2012 đến 2015, và Dundee United ở Scotland từ 2015 đến 2016.
Kawashima ra mắt đội tuyển quốc gia Nhật Bản vào năm 2008. Anh đã đại diện cho quốc gia của mình tại các kỳ World Cup 2010, 2014, 2018, 2022 và các kỳ Asian Cup 2011, 2015, 2019, ra sân 95 trận đấu.

## Danh hiệu
Nhật Bản
- Cúp bóng đá châu Á: Cúp bóng đá châu Á 2011

Cá nhân
- Đội hình tiêu biểu J.League: 2009
- Giải Fair-Play J.League: 2009

## Thống kê sự nghiệp

### Câu lạc bộ
: Tính đến ngày 29 tháng 11 năm 2020
| Câu lạc bộ           | Mùa giải       | Giải đấu | Giải đấu | Cúp quốc gia | Cúp quốc gia | Cúp liên đoàn | Cúp liên đoàn | Châu lục | Châu lục | Khác | Khác | Tổng cộng | Tổng cộng |
| Câu lạc bộ           | Mùa giải       | Trận     | Bàn      | Trận         | Bàn          | Trận          | Bàn           | Trận     | Bàn      | Trận | Bàn  | Trận      | Bàn       |
| -------------------- | -------------- | -------- | -------- | ------------ | ------------ | ------------- | ------------- | -------- | -------- | ---- | ---- | --------- | --------- |
| Omiya Ardija         | 2001           | 0        | 0        | 0            | 0            | 0             | 0             | —        | —        | —    | —    | 0         | 0         |
| Omiya Ardija         | 2002           | 8        | 0        | 4            | 0            | —             | —             | —        | —        | —    | —    | 12        | 0         |
| Omiya Ardija         | 2003           | 33       | 0        | 0            | 0            | —             | —             | —        | —        | —    | —    | 33        | 0         |
| Omiya Ardija         | Tổng cộng      | 41       | 0        | 4            | 0            | 0             | 0             | —        | —        | —    | —    | 45        | 0         |
| Nagoya Grampus Eight | 2004           | 4        | 0        | 0            | 0            | 8             | 0             | —        | —        | —    | —    | 12        | 0         |
| Nagoya Grampus Eight | 2005           | 3        | 0        | 1            | 0            | 6             | 0             | —        | —        | —    | —    | 10        | 0         |
| Nagoya Grampus Eight | 2006           | 10       | 0        | 0            | 0            | 4             | 0             | —        | —        | —    | —    | 14        | 0         |
| Nagoya Grampus Eight | Tổng cộng      | 17       | 0        | 1            | 0            | 18            | 0             | —        | —        | —    | —    | 36        | 0         |
| Kawasaki Frontale    | 2007           | 34       | 0        | 4            | 0            | 3             | 0             | 7        | 0        | —    | —    | 48        | 0         |
| Kawasaki Frontale    | 2008           | 34       | 0        | 1            | 0            | 1             | 0             | —        | —        | —    | —    | 36        | 0         |
| Kawasaki Frontale    | 2009           | 34       | 0        | 1            | 0            | 3             | 0             | 9        | 0        | —    | —    | 47        | 0         |
| Kawasaki Frontale    | 2010           | 11       | 0        | —            | —            | —             | —             | 6        | 0        | —    | —    | 17        | 0         |
| Kawasaki Frontale    | Tổng cộng      | 113      | 0        | 6            | 0            | 7             | 0             | 22       | 0        | —    | —    | 148       | 0         |
| Lierse S.K.          | 2010–11        | 23       | 0        | 2            | 0            | —             | —             | —        | —        | 5    | 0    | 30        | 0         |
| Lierse S.K.          | 2011–12        | 30       | 0        | 6            | 0            | —             | —             | —        | —        | 6    | 0    | 42        | 0         |
| Lierse S.K.          | Tổng cộng      | 53       | 0        | 8            | 0            | —             | —             | —        | —        | 11   | 0    | 72        | 0         |
| Standard Liège       | 2012–13        | 30       | 0        | 0            | 0            | —             | —             | —        | —        | 10   | 0    | 40        | 0         |
| Standard Liège       | 2013–14        | 27       | 0        | 1            | 0            | —             | —             | 9        | 0        | 10   | 0    | 47        | 0         |
| Standard Liège       | 2014–15        | 11       | 0        | 1            | 0            | —             | —             | 7        | 0        | —    | —    | 19        | 0         |
| Standard Liège       | Tổng cộng      | 68       | 0        | 2            | 0            | —             | —             | 16       | 0        | 20   | 0    | 106       | 0         |
| Dundee United        | 2015–16        | 12       | 0        | 3            | 0            | 0             | 0             | —        | —        | 4    | 0    | 19        | 0         |
| Metz                 | 2016–17        | 5        | 0        | 1            | 0            | 0             | 0             | —        | —        | —    | —    | 6         | 0         |
| Metz                 | 2017–18        | 29       | 0        | 1            | 0            | 0             | 0             | —        | —        | —    | —    | 30        | 0         |
| Metz                 | Tổng cộng      | 34       | 0        | 2            | 0            | 0             | 0             | 0        | 0        | 0    | 0    | 36        | 0         |
| Strasbourg           | 2018–19        | 1        | 0        | 0            | 0            | 0             | 0             | —        | —        | —    | —    | 1         | 0         |
| Strasbourg           | 2019–20        | 0        | 0        | 0            | 0            | 0             | 0             | —        | —        | —    | —    | 0         | 0         |
| Strasbourg           | 2020–21        | 4        | 0        | 0            | 0            | 0             | 0             | —        | —        | —    | —    | 4         | 0         |
| Strasbourg           | Tổng cộng      | 5        | 0        | 0            | 0            | 0             | 0             | 0        | 0        | 0    | 0    | 5         | 0         |
| Tổng sự nghiệp       | Tổng sự nghiệp | 347      | 0        | 26           | 0            | 25            | 0             | 38       | 0        | 31   | 0    | 467       | 0         |

### Quốc tế
Tính đến ngày 27 tháng 9 năm 2022
| Đội tuyển quốc gia | Năm       | Trận | Bàn |
| ------------------ | --------- | ---- | --- |
| Nhật Bản           | 2008      | 1    | 0   |
| Nhật Bản           | 2009      | 7    | 0   |
| Nhật Bản           | 2010      | 8    | 0   |
| Nhật Bản           | 2011      | 12   | 0   |
| Nhật Bản           | 2012      | 11   | 0   |
| Nhật Bản           | 2013      | 14   | 0   |
| Nhật Bản           | 2014      | 12   | 0   |
| Nhật Bản           | 2015      | 6    | 0   |
| Nhật Bản           | 2016      | 0    | 0   |
| Nhật Bản           | 2017      | 8    | 0   |
| Nhật Bản           | 2018      | 8    | 0   |
| Nhật Bản           | 2019      | 3    | 0   |
| Nhật Bản           | 2021      | 3    | 0   |
| Nhật Bản           | 2022      | 2    | 0   |
| Tổng cộng          | Tổng cộng | 95   | 0   |